# Schulhaus St. Peter
Das Schulhaus St. Peter in St. Peter im Schweizer Kanton Graubünden wurde 1999 nach Plänen des Architekten Conradin Clavuot errichtet.

## Geschichte
1994 wurde ein Wettbewerb durch die Gemeinden St. Peter und Pagig ausgeschrieben für ein neues Schulhaus und eine neue Mehrzweckhalle. Clavuot konnte sich gegen seine Konkurrenten Pablo Horváth und Jürg Ragettli durchsetzen, die ihre Projekte in Beton realisieren wollten. Die Bauzeit dauerte von 1996 bis 1999.

## Architektur
Clavuots Entwurf sah eine klare Trennung zwischen Schulhaus und Mehrzweckhalle vor. Es ergibt sich in Verbindung mit dem Bestandsgebäude ein Ensemble aus drei Gebäudeteilen. Ungewöhnlich sind die Räume, die dazwischen entstehen. Eine Abfolge von Plätzen, die sich von der Strasse nach oben hin auf immer schmaler und steiler werdenden Treppen erschliesst. Der ehemalige Arbeitskollege Jürg Conzett war als Projektleiter vom Churer Ingenieurbüro Branger, Conzett & Partner verantwortlich für die Tragfähigkeit. Mitarbeiter im Architekturbüro Clavuot waren Claudia Clavuot-Merz, Norbert Mathis, Alex Jörg und Paula Deplazes.
Das Bauwerk wurde vom Architekturfotografen Ralph Feiner fotografisch dokumentiert.
Beschreibung von Hubertus Adam:
"Die Strasse nach Arosa schlängelt sich von Chur hoch über dem Plessur durch das Schanfigg. Auf halber Strecke erreichen Sie das Dorf St. Peter auf einer Höhe von rund 1250 Metern, dessen Struktur bis heute weitgehend unverändert geblieben ist: Wie Perlen an einer locker gestrickten Kette folgen die Häuser der Hauptstrasse und dem Netz von Nebenwegen, die sich den Hang hinauf erstreckt.  Von oben ist zu sehen, wie natürlich sich die Siedlung aus der Topographie entwickelt, die durch einen abwechselnden Rhythmus hervorstehender Hangrippen und Wiesen gekennzeichnet ist.
Als der Architekt Conradin Clavuot aus Chur vor der Aufgabe stand, ein Schulgebäude und eine Mehrzweckhalle für St. Peter zu entwerfen, entschied er sich für die örtliche Strickkonstruktion. Er konnte sich gegen seine Konkurrenten Pablo Horvath und Jürg Ragettli behaupten, die ihre Projekte in Beton umsetzen wollten. Valerio Olgiati hat kürzlich überzeugend bewiesen, dass der monolithische Charakter eines Betongebäudes mit seinem Schulgebäude in Paspels mit der alpinen Landschaft des Bündnerlandes harmoniert; Clavuot selbst, der vor einigen Jahren eine architektonisch-historische Publikation zur Kraftwerksarchitektur von Graubünden vorlegte, wurde mit dem Betonwürfel des Umspannwerks bei Seewis im Prättigau (1993/94) bekannt. Im Gegensatz zu dort ging es in St. Peter weniger um den Dialog mit der Natur, sondern mit der bestehenden Dorfstruktur. Die Verwendung von Holz als Baumaterial kann daher als Abstimmung für die Fortsetzung einer lokalen Bautradition verstanden werden."

## Auszeichnungen und Preise
- 1999: Auszeichnung – Neues Bauen in den Alpen[6][7]
- 1999: Schweizerischer Holzbaupreis „prix lignum“[8]